# Białe noce listonosza Aleksieja Triapicyna
Białe noce listonosza Aleksieja Triapicyna (ros. Белые ночи почтальона Алексея Тряпицына, Biełye noczi pocztalona Aleksieja Trapicyna, 2014) – rosyjski film dramatyczny w reżyserii Andrieja Konczałowskiego.
Fabuła filmu skupia się wokół mieszkańców niewielkiej rosyjskiej osady, która jedyny kontakt ze światem ma w osobie listonosza. W filmie wystąpili aktorzy niezawodowi.
Światowa premiera filmu miała miejsce 5 września 2014 roku, podczas 71. Międzynarodowego Festiwalu Filmowego w Wenecji, w ramach którego obraz brał udział w Konkursie Głównym. Na tym festiwalu film otrzymał drugą nagrodę − Srebrnego Lwa.
Polska premiera filmu nastąpiła 24 listopada 2014 roku, w ramach 8. Festiwalu Filmów Rosyjskich Sputnik nad Polską w Warszawie.

## Obsada
- Aleksiej Triapicyn jako Listonosz Aleksiej Triapicyn
- Timur Bondarenko jako Timur, syn Iriny
- Irina Ermolowa jako Irina
- Wiktor Kołobkow jako Kołobok
- Wiktor Berezin jako Witia
- Tatiana Silich jako Tatiana
- Irina Silich jako Siostra Tatiany
- Jurij Panfilow jako Jura

i inni

## Nagrody i nominacje
71. Międzynarodowy Festiwal Filmowy w Wenecji
- nagroda: Srebrny Lew − Andriej Konczałowski
- nagroda: Green Drop Award − Andriej Konczałowski
- nominacja: Złoty Lew − Andriej Konczałowski